# Август Ярнефелт
Август Александър Ярнефелт (на фински: August Alexander/Aleksander Järnefelt) е руски офицер, генерал-лейтенант и геодезист от финландски произход. Участник в Руско-турската война (1877 – 1878).

## Биография
Август Ярнефелт е роден на 2 април 1833 г. в село Тохмаярви, Карелия (в днешна Югоизточна Финландия). Посвещава се на военното поприще. През 1853 г. Постъпва в Михайловското артилерийско училище в Санкт Петербург (1853). Служи в щаба на инспектора на артилерията от 1855 г.
Завършва Николаевската академия на Генералния щаб на Руската армия през 1856. Служи в Геодезическото отделение на Генералния щаб и Пулковската обсерватория. Работи като помощник-началник на Геодезическата служба на Финландия, като съставя карти на страната от 1860 г.
Участва в Руско-турската война (1877 – 1878) като военен топограф. Ръководи картографирането на Западна България. През този период са съставени първите подробни карти на Княжество България.
Повишен е във военно военно звание генерал-лейтенант. След завръщането си от България е последователно губернатор на Санктмихелската, Куопиоската и Вазаската губернии. Сенатор във Финландския сенат от 1894 до 1897 г.
Умира на 15 април 1897 г. в Хелзинки на 64-годишна възраст.